# Діксон (Теннессі)
Діксон (англ. Dickson) — місто (англ. city) в США, в окрузі Діксон штату Теннессі. Населення — 16 058 осіб (2020).

## Географія
Діксон розташований за координатами 36°3′50″ пн. ш. 87°21′58″ зх. д. / 36.06389° пн. ш. 87.36611° зх. д. (36.063870, -87.366138).  За даними Бюро перепису населення США в 2010 році місто мало площу 51,89 км², з яких 51,68 км² — суходіл та 0,21 км² — водойми.

## Демографія
Згідно з переписом 2010 року, у місті мешкало 14 538 осіб у 5890 домогосподарствах у складі 3723 родин. Густота населення становила 280 осіб/км².  Було 6426 помешкань (124/км²).
Расовий склад населення:
| - 84,1 % — білих - 8,8 % — чорних або афроамериканців - 0,8 % — азіатів - 0,4 % — корінних американців - 0,1 % — вихідців з тихоокеанських островів - 3,2 % — осіб інших рас |

До двох чи більше рас належало 2,6 %. Частка іспаномовних становила 6,0 % від усіх жителів.
За віковим діапазоном населення розподілялося таким чином: 25,9 % — особи молодші 18 років, 59,7 % — особи у віці 18—64 років, 14,4 % — особи у віці 65 років та старші. Медіана віку мешканця становила 35,9 року. На 100 осіб жіночої статі у місті припадало 86,8 чоловіків;  на 100 жінок у віці від 18 років та старших — 80,6 чоловіків також старших 18 років.
Середній дохід на одне домашнє господарство  становив 49 545 доларів США (медіана — 37 045), а середній дохід на одну сім'ю — 58 562 долари (медіана — 45 149). Медіана доходів становила 39 806 доларів для чоловіків та 27 147 доларів для жінок. За межею бідності перебувало 19,4 % осіб, у тому числі 26,5 % дітей у віці до 18 років та 12,5 % осіб у віці 65 років та старших.
Цивільне працевлаштоване населення становило 6311 осіб. Основні галузі зайнятості: освіта, охорона здоров'я та соціальна допомога — 23,2 %, роздрібна торгівля — 18,2 %, мистецтво, розваги та відпочинок — 13,7 %, виробництво — 13,4 %.